# فيليبي دياز دا سيلفا
فيليبي دياز دا سيلفا (بالبرتغالية: Felipe Dias da Silva‏) هو لاعب كرة قدم برازيلي، ولد في 11 يناير 1986 في ساو باولو في البرازيل. لعب مع نادي فلامنغو.

## وصلات خارجية
- فيليبي دياز دا سيلفا على موقع قاعدة بيانات كرة القدم.إي يو (الإنجليزية)